# Eigenerfde
Een eigenerfde of eigengeërfde was tijdens de middeleeuwen en het ancien régime iemand die vrij-eigen of allodiaal grondbezit van enige omvang had. Theoretisch zouden edelen met allodiaal grondbezit ook behoren tot de eigenerfden. In de praktijk werd de term slechts gebruikt voor niet-adellijke grondbezitters.

## Geschiedenis
Een eigenerfde was in de middeleeuwen en het ancien régime een (vaak middelgrote of grote) boer met eigen grond die ook eigenaar was van zijn erf met de daarbij horende rechten. Dit onderscheidt hem van de meier die het erf met bijbehorende gebouwen en landerijen pachtte van de werkelijke eigenaar wat een eigenerfde kon zijn, of een edele dan wel kerkelijke grootgrondbezitter. Een eigenerfde was een vrije boer die zijn hoeve zonder tussenkomst van een leenheer kon (laten) bewerken.  
De eigenerfden hadden waardelen, dat zijn aandelen in de boermarke, het gemeenschappelijke bezit van een buurschap. Zij werden gemachtigd door de markegenoten, de inwoners van een marke, en vormden het dagelijks bestuur van de marke. Eigenerfde boeren die in het bezit waren van een paard en steek- of slagwapens, werden weerboeren genoemd. In de provincies Drenthe, Friesland en Groningen speelden de eigenerfden een grote rol in de staatsinrichting. Samen met de adel zaten zij in de staten van deze provincies. Bij edele heerden bezaten eigenerfden het collatierecht, dat is het recht om een dominee of pastoor voor te dragen voor benoeming. Ook konden ze andere functionarissen voor benoeming voordragen. In het 'monsterproces van Faan', waarin de beruchte Rudolf de Mepsche 22 mensen ter dood veroordeelde voor 'sodomie' (zie Faansche Gruwelen in het artikel Zuidhorn), speelde de positie van de eigenerfden een belangrijke rol.
In de moderne tijd nam de stand van de herenboer eenzelfde soort sociale positie in als die van de rijkere eigengeërfde boeren van voorheen.
De herkomst van de eigenerfde is omstreden. Zeker is dat een deel van de eigenerfde goederen afkomstig is uit het vroeg-middeleeuwse goed van de liberi uit de Karolingische of voor-Karolingische tijd.